# لوكهيد إكس إف في
لوكهيد إكس إف في (XFV، وتسمى أحيانا السالمون)  كانت طائرة تجريبية تطير من وتحط على ذيلها بنتها شركة لوكهيد في خمسينيات القرن العشرين لإظهار عمليات الإقلاع والهبوط العمودي لمقاتلة حماية القوافل.

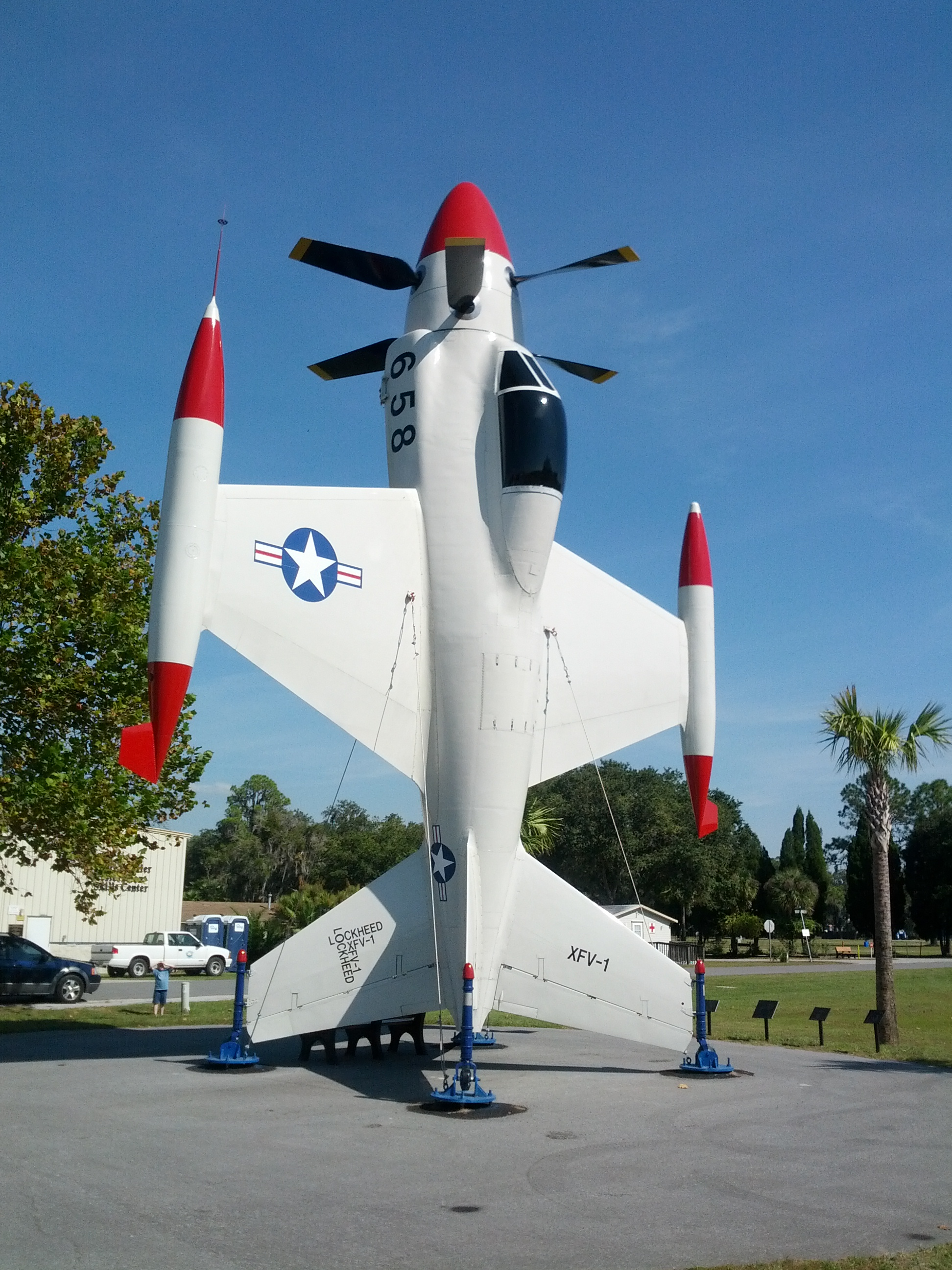
عرض رأسي لنموذج أكس أف في-1 في فلوريدا في متحف الهواء الطلق في صن-ن-فن

## المواصفات

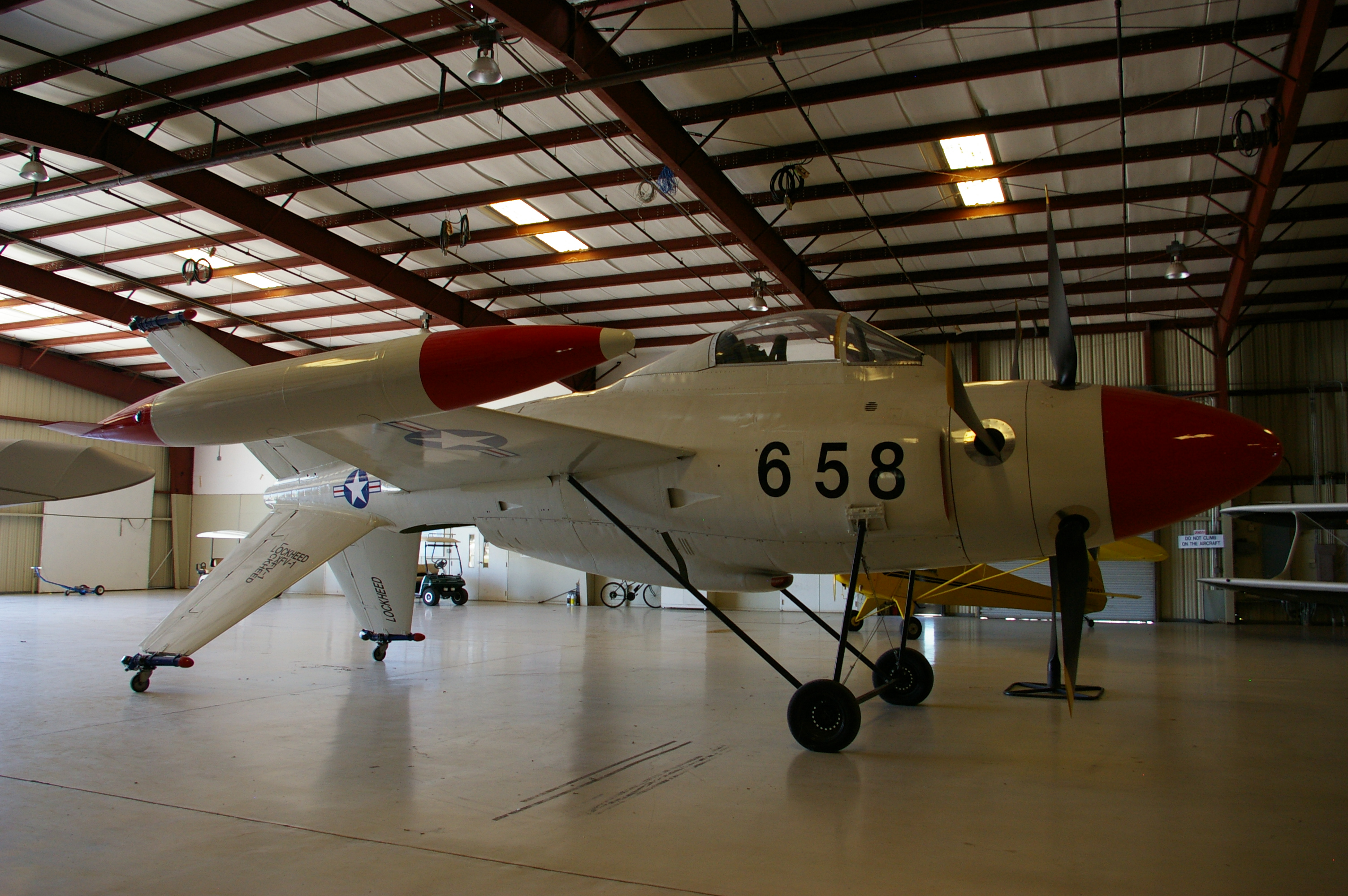
عرض لنموذج أكس أف في-1 في فلوريدا في متحف الهواء الطلق في صن-ن-فن

الخصائص العامة
- الطاقم: 1
- الطول: 36 ft 10.25 in (11.23 m)
- باع الجناح: 30 ft 22 in (8.36 m)
- الارتفاع: 36 ft 10.25 in (11.23 m)
- مساحة الجناح : 246 ft² (22.85 m²)
- الوزن فارغة: 11,599 lb (5,261 kg)
- الوزن محملة: 16,221 lb (7,358 kg)
- وزن الإقلاع الأقصى: 16,221 lb (7,358 kg)
- محرك الطائرة: 1 × Allison XT40-A-14 turboprop, 6 blade contra-rotating, 5,100 shp ()

الأداء
- السرعة القصوى: 580 mph (930 km/h)
- سرعة العبور: 410 mph (660 km/h)
- مدى (طائرة): unknown ()
- سقف الخدمة: 43,300 ft (13,100 m)
- معدل الصعود: 10,820 ft/min (3,300 m/min)
- حمولة الجناح: 65.9 lb/ft² (322 kg/m²)

التسليح

## وصلات خارجية
- "رؤساء المقاتلين." ميكانيكا الشعبية ، أيار / مايو 1954, pp. 96–97.

### الاستشهادات
1. ↑  Taylor 1999, p. 101.